# Como Bombo en fiesta
Como Bombo en fiesta, es una película chilena de 2016, protagonizada por el humorista Bombo Fica.

## Argumento
En ella, el humorista Bombo Fica se encuentra enfrentado a dos mundos, uno de éxito y fama y otro de fracasos y desventuras. En su relato tratara de explicar las razones que lo trasladan de un mundo a otro con anécdotas y situaciones que no pasarán inadvertidas.

## Reparto
- Daniel "Bombo" Fica.
- Jorge Gajardo.
- Alberto Castillo.
- Willy Benítez.
- Patricia Irribarra.
- Otilio Castro.
- Carolina Oliva.
- Eduardo Fuentes.
- Daniela Castillo Toro.
- Andrea Castillo.
- Jorge Magni.
- Mia Fica
- Jacqueline Boudon.
- Andrés Pozo.
- Italo Sportono.
- Nicolás Bastías.
- Lester Aaron.
- Ámbar Villalobos.
- Aynara Eder.
- Graciela Beltrán.
- Nelson Muñoz.
- Toffy Caluga | Abraham Lillo.
- Kaluguin Caluga | Erick Lillo.
- Microbio Caluga | Sebastián Lillo.

## Premios
Participó en el 23° Festival Internacional de Cine de Valdivia.